# Сан-Ісідро (Аліканте)
Сан-Ісідро (ісп. San Isidro) — муніципалітет в Іспанії, у складі автономної спільноти Валенсія, у провінції Аліканте. Населення — 2154 особи (2022).

## Географія
Муніципалітет розташований на відстані близько 350 км на південний схід від Мадрида, 37 км на південний захід від Аліканте.

## Демографія
Динаміка населення (INE ):